# Aloe anivoranoensis
Aloe anivoranoensis é uma espécie de liliopsida do gênero Aloe, pertencente à família Asphodelaceae.